# Чарлі Веймен
Чарлі Веймен (англ. Charlie Wayman, 16 травня 1922, Бішоп-Окленд — 26 лютого 2006) — англійський футболіст, що грав на позиції нападника, зокрема за «Саутгемптон» і «Престон Норт-Енд».

## Ігрова кар'єра
Свій перший професійний контракт уклав 1941 року з клубом «Ньюкасл Юнайтед». В офіційних матчах за його команду дебютував після відновлення змагань у першому повоєнному сезоні 1946/47, в якому відразу ж став найкращим бомбардиром Другого дивізіону Футбольної ліги.
1947 року перейшов до іншого представника того ж Другого дивізіону, «Саутгемптона». У команді із Саутгемптона провів наступні три сезони своєї ігрової кар'єри і також був її головним бомбардиром, забивши 73 голи у 100 проведених матчах чемпіонату. В сезоні 1948/49 удруге забив найбільше серед усіх нападників Другого дивізіону.
У 1950 році перейшов до клубу «Престон Норт-Енд», якому у першому ж сезоні допоміг виграти Другий дивізіон, і в сезоні 1951/52 дебютував у його складі у Першому дивізіоні. В сезоні 1952/53 забив 24 голи, ставши найкразщим бомбардиром вже у найвищому дивізіоні англійського футболу. Загалом за чотири сезони, проведених у «Престон Норт-Енд», взяв участь у 157 матчах першості, забивши 105 голів.
Згодом протягом 1954–1956 років грав за друголіговий «Мідлсбро», після чого ще два сезони провів у «Дарлінгтоні» з Третього дивізіону і завершив ігрову кар'єру.
Помер 26 лютого 2006 року на 84-му році життя.

## Титули і досягнення
- Найкращий бомбардир Футбольної ліги Англії (1): 1952/53 (24 голи)